# علامة بودين
علامة بودين أو (Signe de Budin) هي علامة طبية تكشف عن وجود صديد في حليب الثدي، وصفها لأول مرة طبيب التوليد الفرنسي بيير كونستانت بودين في القرن التاسع عشر.

## الفحص
يمكن القيام بهذا الاختبار بسهولة بواسطة الفحص الإكلينيكي، وضع التدفق أو اللبن من الحلمة الملتهبة على وسادة معقمة، فتظهر علامة بودين علامة إيجابية إذا اختلط اللبن بالصديد وتبين (آثار بنية، أو صفراء، أو دموية)، ويمكن إجراؤه في حالة الشك في وجود التهاب معدي بالثدي وللتمييز بين التهاب الأوعية اللمفاوية والالتهاب المعدي بالثدي الذي غالبا يكون التهاب بكتيري، تختفي العلامة في حالة التهاب الأوعية اللمفاوية وتظهر في حالة الالتهاب المعدي بالثدي، ربما يصير الفحص مؤلمًا خاصة إذا كانت العدوى موجودة، ومن المفترض أن يحدث اختبار ايجابي كاذب في حالة خطأ الأكياس الدهنية بسبب الصديد.